# 노갈레스 (칠레)
노갈레스 (칠레)(스페인어: Nogales)는 칠레 발파라이소 주 키요타 현의 코무나이다.